# Maracaibo (jezero)
Maracaibo (špansko Lago de Maracaibo) je velika polslana laguna oz. jezero, ki leži na severozahodu Venezuele in je prek ožine Tablazo povezana z Venezuelskim zalivom v Karibskem morju. Kotanja je plitva in tektonskega izvora, nepravilne ovalne oblike, dolga približno 213 km od severa proti jugu in široka največ 115 km. Glavni dotok je reka Catatumbo, ki izvira v Vzhodni kordiljeri v Kolumbiji.
Območje je kot prvi Zahodnjak odkril španski raziskovalec Alonso de Ojeda, član odprave Ameriga Vespuccija leta 1499. Hiše na kolih, ki so jih tu postavljali domorodci, so ga tako impresionirale, da so celotno deželo poimenovali Venezuela (dobesedno »Male Benetke«). Zdaj je kraj znan predvsem kot eden najbogatejših virov nafte na svetu, tako da je gladina posejana z naftnimi ploščadmi. Sodobni tankerji so preveliki za pot skozi ožino, zato jih natovarjajo v mestu Maracaibo, ki stoji ob ustju ožine Tabalazo na severu.